# 러브 바이 찬스
《러브 바이 찬스》(태국어: บังเอิญรัก Love By Chance, 로마자: Bang-oen Rak – Love by Chance)는 2018년 8월 3일부터 11월 9일까지 방송되었던 태국의 드라마이다.